# USV Elinkwijk
L'Utrechtse Sportvereniging Elinkwijk, conegut com a USV Elinkwijk, és un club de futbol neerlandès, amb seu a Utrecht. Va jugar a futbol professional durant els anys 1955-1970. Marco van Basten va ser jugador del club durant els seus anys de joventut.

## Història
El club es va fundar l'any 1919. El 1970 DOS Utrecht, Elinkwijk i Velox es van fusionar al club FC Utrecht. DOS Utrecht, Elinkwijk i Velox van ser refundats com a clubs d'aficionats.
Elinkwijk va jugar a la Hoofdklasse durant els anys 1974–1992 i 1996–2013.

## Entrenadors
- 195X-1957 Gilbert Richmond[1]
- 1957–19XX Wim Groenendijk[2]
- 196-1966 Joop de Busser[2]
- 1966 Piet Dubbelman[2]
- 1966–1968 J de Bouter[3]
- 1968–1970 Evert Mur[3]